# سد محزمه
سد محزمه (به عربی: سد وادی المحزمة) یک سد در عربستان سعودی است که در استان عسیر واقع شده‌است.